# HD 269810
A HD 269810 más néven HDE 269810 vagy R 122 egy kék csillag a Nagy Magellán-felhőben. Ez az egyik legnagyobb ismert tömegű csillag, amely 150 naptömegű.

## Külső hivatkozások
- Big and Giant Stars: HDE 269810
- Heaviest Known Star Observed from Space
- Type O2 Stars, tables
- Cosmological Calibrators in the Magellanic Clouds and Stars in the Solar Neighborhood

1. ↑  N. R. Walborn (1982. március 1.). „The O3 stars” (angol nyelven). The Astrophysical Journal 254, 15–17. o. DOI:10.1086/183747.